# Sant Pere de Castellfollit del Boix
Sant Pere de Castellfollit del Boix és una església romànica del municipi de Castellfollit del Boix (Bages) inclosa en l'Inventari del Patrimoni Arquitectònic de Catalunya.

## Descripció
L'església de Sant Pere de Castellfollit del Boix és una edificació de mitjans de segle xi que presentava una planta d'una sola nau, amb un gran transsepte i una capçalera a llevant estructurada en un absis central i dues absidioles. La nau i els braços del transsepte estaven coberts amb volta de canó i els absis i absidioles amb volta de quart d'esfera. Al segle xiii l'església fou ampliada: s'allargà el braç sud del transsepte es refeu l'absis d'aquest costat i s'obrí una portalada en el braç de migdia. Els carreus de la part antiga del temple són petits i no estan ben tallats; en canvi els de la part ampliada són ben tallats i disposats en filades i a trencajunt. L'absis i l'absidiola primitiva presenten ornamentació llombarda amb arcuacions cegues i lesenes. En l'absis s'obren 3 finestres de doble esqueixada i una en cada absidiola. El 1633 fou modificada s'escurçà la nau, de forma que el transsepte passà a ser la nau principal i el presbiteri quedà cap al nord. Els tres absis es van reconvertir en capelles laterals.

### Portalada
Portal centrat dins una petita façana que sobresurt del mur de la nau. El seu aparell és regular, els carreus ben tallats i disposats en filades i a trencajunt. Està estructurat en tres arcs de mig punt en degradació fets de dovelles i adornats amb arquivoltes que es recolzen sobre dues columnes a cada cantó, acabades en dos capitells. A sobre d'aquests hi ha una imposta que ressegueix els arcs. L'arquivolta interior està ornamentada amb puntes de diamant. La temàtica dels quatre capitells és vegetal, derivació dels motius corintis del capitell romànic. Motius florals de tiges allargades i fulles de parra amb nervis. Es pot veure la influència de l'escola lleidatana Al seu interior hi ha el retaule major, barroc, del segle xvii.

## Història
El lloc de Castellfollit del Boix apareix documentat des del 967 i l'església no apareix esmentada fins abans del 1154 com a parròquia de Castellfollit. Amb l'advocació de Sant Pere de Castellfollit apareix citada el 1294. Al segle xiii s'hi feren reformes dins, però, d'una línia romànica. Al segle xvii (1633) sofrí importants transformacions, canviant-se la seva orientació. Encara que actualment conserva la titularitat de parròquia, les funcions d'aquesta han passat a l'església de Santa Maria del Pla del mateix terme.
La portalada és una obra de les remodelacions que es feren durant el segle xiii. S'allargà el braç sud del transsepte i s'obrí aquesta portalada que presenta un caràcter romànic malgrat ser una obra tardana.